# Songs from a Secret Garden
Songs from a Secret Garden é o álbum de estreia da dupla Secret Garden.